# Голанкур
Голанкур (фр. Golancourt) насеље је и општина у североисточној Француској у региону Пикардија, у департману Оаза која припада префектури Компјењ.
По подацима из 2011. године у општини је живело 375 становника, а густина насељености је износила 90,8 становника/km². Општина се простире на површини од 4,13 km². Налази се на средњој надморској висини од 67 метара (максималној 92 m, а минималној 61 m).

## Демографија
| 1962. | 1968. | 1975. | 1982. | 1990. | 1999. | 2011. |
| ----- | ----- | ----- | ----- | ----- | ----- | ----- |
| 300   | 317   | 332   | 364   | 418   | 404   | 375   |

График промене броја становника у току последњих година